# Chiesa di San Giovanni (Elbeuf)
La chiesa di San Giovanni è una chiesa cattolica francese situata a Elbeuf, nel dipartimento della Senna Marittima. È dedicata a San Giovanni Evangelista. La chiesa è stata classificata nel giugno del 1992 come monumento storico di Francia.